# Rolf Darge
Rolf Rüdiger Darge (* 1958 in Düsseldorf) ist deutscher Philosoph und Hochschullehrer. Er ist Professor für Philosophie an der Paris-Lodron-Universität Salzburg.

## Werdegang
Rolf Darge wurde 1958 in Düsseldorf geboren. Nach dem Besuch des Städtischen Görres-Gymnasium in Düsseldorf leistete er 1977/78 Wehrdienst beim JG Richthofen (Wittmund) und studierte danach Philosophie, Germanistik, Romanistik und Pädagogik an den Universitäten Düsseldorf, Tours, Bonn und Köln. 1988 legte er das Staatsexamen mit einer Staatsarbeit zur Philosophischen Anthropologie Arnold Gehlens ab und promovierte 1995 in Köln mit einer Dissertation zur Habituslehre des Thomas von Aquin. 2002 folgten in Köln Habilitation und venia legendi für das Fach Philosophie mit einer Schrift zur Metaphysik des Francisco Suárez. Von 1994 bis 2003 als wissenschaftlicher Mitarbeiter und Assistent am Philosophischen Seminar der Universität zu Köln vertrat Darge 2003/04 den Lehrstuhl für mittelalterliche Philosophie der Universität zu Köln (vormals Jan Aertsen). 2004/05 widmete er sich als DFG-Stipendiat der Erforschung der Entwicklung des Konzepts der Ersten Philosophie als Seinswissenschaft von der spätmittelalterlichen Scholastik bis in die neuzeitliche Hochschulphilosophie. Seit 2005 ist Darge Univ.-Prof. für Philosophische Anthropologie und Ethik an der Paris-Lodron-Universität Salzburg mit historischem Forschungsschwerpunkt im Bereich der Philosophie des Mittelalters. Als Vizedekan der Katholisch-Theologischen Fakultät der Universität Salzburg (2007–2009) lehnte Darge 2008 einen Ruf auf den Lehrstuhl Philosophie I der Fakultät für Geistes- und Kulturwissenschaften der Universität Bamberg (Theoretische Philosophie, historische Schwerpunkte: Antike und Mittelalter) ab. Von 2014 bis 2018 war er Senatsmitglied der Universität Salzburg und lehrt gegenwärtig am Fachbereich Philosophie KTH, dem er auch als Fachbereichsleitung vorsteht.

## Forschungsschwerpunkte
Darges Forschungsschwerpunkte liegen im Horizont der Philosophie des Mittelalters (in der Einheit von historischem und systematischem Gesichtspunkt), der Philosophischen Anthropologie/Praktischen Philosophie und ihrer Geschichte sowie im Bereich der Theoretischen Philosophie: der Metaphysik und deren Geschichte – insbesondere der Tradition des transzendentalen Denkens, der kategorienüberschreitenden Bestimmungen 'Seiendes', 'Eines', 'Wahres', 'Gutes vor Kant.

## Weitere Funktionen in Wissenschaft und Forschung
- Leitung des Fachbereichs Philosophie an der Kath.-Theol. Fakultät.[4]
- Mitherausgeber des Salzburger Jahrbuchs für Philosophie[5] (zusammen mit Emmanuel J. Bauer und Heinrich Schmidinger).
- Mitglied der Benediktinischen Akademie Salzburg.[6]
- Präsident der Gesellschaft für Philosophie in Salzburg.[7]
- Gründungs- und Vorstandsmitglied der Gesellschaft für Philosophie des Mittelalters und der Renaissance (GPMR).

## Publikationen

### Schriften
- Suárez’ transzendentale Seinsauslegung und die Metaphysiktradition (= Studien und Texte zur Geistesgeschichte des Mittelalters. Bd. 80). Brill, Leiden 2004. (zugleich Habilitationsschrift, Köln 2002).
- Habitus per actus cognoscuntur. Die Erkenntnis des Habitus und die Funktion des moralischen Habitus im Aufbau der Handlung nach Thomas von Aquin (= Abhandlungen zur Philosophie, Psychologie und Pädagogik. Bd. 238). Bouvier, Bonn 1996. (zugleich Dissertation, Köln 1995).
- Der Aristotelismus an den europäischen Universitäten der frühen Neuzeit. Kohlhammer, Stuttgart 2010. (Hg. zusammen mit E. J. Bauer und G. Frank).
- Transzendentales Denken (= Salzburger Jahrbuch für Philosophie. Bd. 68). Eos-Verlag, Sankt Ottilien 2023. (Hg. zusammen mit E. J. Bauer und H. Schmidinger).
- Natur und Kultur – ein Verhältnis in der Krise? (= Salzburger Jahrbuch für Philosophie. Bd. 67). Eos-Verlag, Sankt Ottilien 2022. (Hg. zusammen mit E. J. Bauer und H. Schmidinger).
- Die philosophische Frage nach Gott (= Salzburger Jahrbuch für Philosophie. Bd. 66), Eos-Verlag, Sankt Ottilien 2021. (Hg. zusammen mit E. J. Bauer und H. Schmidinger).

### Beiträge (Auswahl)
- Wie transzendentales Denken die Gestalt der Ersten Philosophie und ihr Verhältnis zur Theologie bestimmt. Bonaventura, Thomas von Aquin und Meister Eckhart im Vergleich, in: Salzburger Jahrbuch für Philosophie 68 (2023), 63–91.
- Zur analogen Einheit der transzendentalen Bestimmungen ‚Seiendes‘, ‚Eines‘, ‚Wahres‘, ‚Gutes‘ bei Meister Eckhart, in: Philosophisches Jahrbuch 129 (2022), 5–28.
- Wie verhalten sich Seinswahrheit und Erkenntniswahrheit zueinander? Franzisco Suárez versus Thomas von Aquin und Thomas Cajetan, in: Ch. Böhr/W. Buchmüller (Hg.): Sein und Seiendes. Ens, unum, bonum, verum: die Erkenntnislehre der Transzendentalien als Seinsbestimmungen und ihre fortwirkende Bedeutung in der Gegenwart, Wiesbaden 2022, 301–328.
- Suárez’ Metaphysikentwurf in der Geschichte des metaphysischen Denkens; in: C. Zehetner (Hg.): Menschenrechte und Metaphysik: Beiträge zu Francisco Suárez (= Religion and Transformation in Contemporary European Society. Bd. 17), Wien 2020, 21–46.
- Wie verhalten sich Seinswahrheit und Erkenntniswahrheit zueinander? Francisco Suárez versus Thomas von Aquin und Thomas Cajetan, in: W. Buchmüller/Ch. Böhr/H.-B. Gerl-Falkovitz (Hg.): Das Gute, das Wahre und das Schöne. Zur Aktualität der Lehre von den Transzendentalien (= Ambo 5, 2020), Heiligenkreuz 2020, 250–282.
- Was hat die Philosophie an der Theologischen Fakultät zu suchen?; in: F. Gmainer-Pranzl/G. M. Hoff (Hg.): Das Theologische der Theologie: Wissenschaftstheoretische Reflexionen – methodische Bestimmungen – disziplinäre Konkretionen (= Salzburger Theologische Studien. Bd. 62), Innsbruck-Wien 2019, 267–289.
- Theorie als Lebensform. Pierre Hadots Sicht der Philosophie als spirituelle Übung, in: J. Schaber/M. Thurner: Philosophie und Mystik – Theorie oder Lebensform?, München 2019, 13–36.
- Suárez’ Disputationes metaphysicae (1597) in der Geschichte des metaphysischen Denkens; in: Salzburger Jahrbuch für Philosophie 64 (2019), 33–52.
- 'As One Is Disposed, So the Goal Appears to Him': On the Function Of Moral Habits (habitus) According to Thomas Aquinas, in: N. Faucher/M. Roques (Hg.), The Ontology, Psychology and Axiology of Habits (Habitus) in Medieval Philosophy, Springer, Cham, Schweiz 2018, 143–165.
- Scholastik: Transformation eines Wissenschaftsmodells vom Mittelalter zur frühen Neuzeit, in: Th. Kühtreiber/G. Schlichta (Hg.), Kontinuitäten, Umbrüche, Zäsuren. Die Konstruktion von Epochen in Mittelalter und früher Neuzeit in interdisziplinärer Sichtung, Heidelberg 2016, 265–288.
- Vom Transzendentalen zum Transzendenten. Der transzendental-theologische Weg der Metaphysik nach Thomas von Aquin, in: Philosophisches Jahrbuch 123 (2016), 385–409.
- Wahre Welt. Die Welt als offenes Beziehungsfeld des menschlichen Geistes im mittelalterlichen Denken, in: A. K. Bleuler (Hg.), Welterfahrung und Welterschließung in Mittelalter und Früher Neuzeit, Heidelberg 2016, 25–45.
- Suárez on the Subject of Metaphysics, in: V. M. Salas/R. L. Fastiggi (Hg.), A Companion to Francsco Suárez (= Brill’s Companions to the Christian Tradition hg. von Ch. M. Bellito. Bd. 53), Leiden-Boston 2014, 91–123.
- Zum historischen Hintergrund der Transzendentalienlehre in den Disputationes Metaphysicae, in: L. Novák (Hg.), Suárez’s Metaphysics in its Historical and Systematic Context (= Contemporary Scholasticism hg. von E. Feser/E. Rungaldier. Bd. 2), Berlin 2014, 39–62.
- Suárez & Medieval Transcendental Thought, in: V. M. Salas (Hg.): Hircocervi & Other Metaphysical Wonders. Essays in Honor of John P. Doyle, Milwaukee 2013, 65–93.
- Suáreza Disputationes Metaphysicae iśredniowieczne teorie transcendentaliów, in: Argument 3 (1/2013), 177–197.
- Neues in der spätmittelalterlichen Lehre vom transzendentalen Guten, in: A. Musco/C. Compagno/S. D‘Agostino (Hg.), Universalità della Ragione. Pluralità delle Filosofie nel Medioevo. Universality of Reason. Plurality of Philosophies in the Middle Ages. (= XII Congresso Internazionale di Filosofia Medievale. Palermo.17–22 settembre 2007. Bd. II.2), Palermo 2012, 703–711.
- Die religiöse Wurzel der mittelalterlichen Transzendentalienlehre, in: G. Krieger (Hg.), Herausforderung durch Religion? Begegnungen der Philosophie mit Religionen in Mittelalter und Renaissance, Würzburg 2011, 231–252.
- Die Aristotelesrezeption im Philosophieansatz bei Bonaventura und Thomas von Aquin, in: U. Köpf/D. R. Bauer (Hg.), Kulturkontakte und Rezeptionsvorgänge in der Theologie des 12. und 13. Jahrhunderts (= Archa Verbi. Jahrbuch der Internationalen Gesellschaft für Theologische Mediävistik. Subsidia 8), Münster 2011, 193–209.
- Analogie, in: P. Kolmer/A. Wildfeuer (Hg.), Neues Handbuch philosophischer Grundbegriffe, Bd. 1, Freiburg 2011, 101–112.
- Suárez’ Disputationes metaphysicae (1597) und die mittelalterlichen Transzendentalienlehren, in: Archiwum Historii Filozofii (= Archive of the History of Philosophy and SocialThought) 55 (2010), 67–90.
- 'Die den Sinngehalt der Prinzipien nicht kannten, haben im Glauben Schiffbruch erlitten'. Zur religiösen Wurzel der mittelalterlichen Transzendentalwissenschaft, in: Theologie und Philosophie 85 (2010), 321–340.
- Der suarezianische Ansatz der Ersten Philosophie und die Metaphysiktradition, in: P. Cemus (Hg.), Bohemia Jesuitica 1556–2006, Bd. 1, Prag-Würzburg 2010, 497–508.
- Die Transformation der aristotelischen Analogielehre bei Cajetan und Suárez, in: R. Darge/E. J. Bauer/G. Frank (Hg.), Der Aristotelismus an den europäischen Universitäten der frühen Neuzeit, Stuttgart 2010, 57–81.
- Die philosophische Lebensweise in mittelalterlicher Wertung, in: G. Krieger (Hg.), Verwandtschaft, Freundschaft, Bruderschaft. Soziale Lebens- und Kommunikationsformen im Mittelalter (= Akten des 12. Symposiums des Mediävistenverbandes vom 19.–22. März 2007 in Trier), Berlin 2009, 394–407.
- Das Mängelwesentheorem bei Arnold Gehlen, in: H. Schmidinger/C. Sedmak (Hg.), Der Mensch – ein Mängelwesen? Endlichkeit – Kompensation – Entwicklung, Darmstadt 2009, 33–54 (zusammen mit M. Schmidhuber).
- ’Diese Lehre ist von allen die gewisseste’. Die Radikalisierung der aristotelischen Seinslehre in der Hochschulmetaphysik der frühen Neuzeit, in: G. Frank/A. Speer (Hg.), Der Aristotelismus in der Frühen Neuzeit – Kontinuität oder Wiederaneignung? (= Wolfenbütteler Forschungen 115), Wiesbaden 2007, 17–42.
- Überschreitung der Kategoriengrenze. Neuerungen in der spätmittelalterlichen Lehre vom transzendentalen Guten, in: U. Knefelkamp/K. Bosselmann-Cyran (Hg.), Grenze und Grenzüberschreitung im Mittelalter (= 11. Symposium des Mediävistenverbands vom 14. bis 17. März 2005 in Frankfurt an der Oder), Berlin 2007, 385–399.
- Kognitive und ontologische Wahrheit bei Suárez, in: M. Pacheco/J. Meirinhos (Hg.), Intellect et imaginationdans la Philosophie Médiévale (= Actes du XIe Congrès International de Philosophie Médiévale de la Société Internationale pour l’Étude de la Philosophie médiévale (S.I.E.P.M), Porto, du 26 au 31 août 2002, Bd. 3) Turnhout 2006, 1329–1940.
- Von Durandus zu Christian Wolff. Eine Entwicklungslinie der Theorie des Guten in der mittelalterlichen und neuzeitlichen Universitätsmetaphysik, in: D. Fonfara (Hg.), Metaphysik als Wissenschaft. Festschrift für Klaus Düsing zum 65. Geburtstag, Alber-Verlag Freiburg-München 2006, 153–172.
- Aristotelesrezeption im Ansatz der Ersten Philosophie bei Bonaventura und Thomas von Aquin, in: Theologie und Philosophie 81 (2006), 161–180.
- Omne ens est conveniens. Ursprung und Entwicklung eines spätmittelalterlichen Neuansatzes der Theorie des ontischen Gutseins, in: Salzburger Jahrbuch für Philosophie 50 (2005), 9–27.
- Wie kann die Philosophie uns glücklich machen? Boethius von Dacien und das antike Philosophieideal, in: Freiburger Zeitschrift für Philosophie und Theologie 51 (2004), 1–22.
- Transzendentale und numerische Einheit. Grundlinien einer mittelalterlichen und frühneuzeitlichen Debatte, in: Archiv für Begriffsgeschichte 46 (2004), 69–85.
- Vom Gutsein der Dinge. Suárez’ Theorie des ontischen Guten und die Metaphysiktradition, in: Facultad de Teología „San Vicente Ferrer“ (Hg.), Francisco Suárez. 'Der ist der Mann'. Homenaje al Prof. Salvador Castellote Cubells, Valencia 2004, 133–159.
- Erste Philosophie als Transzendentalwissenschaft gemäß Duns Scotus: Seinswissenschaft oder 'Onto-Logik'?, in: Philosophisches Jahrbuch 111 (2004), 43–61.
- Suárez’ Theorie der ontischen Wahrheit und die Metaphysiktradition, in: Theologie und Philosophie 79 (2004), 31–54.
- Seinswahrheit und Erkenntniswahrheit. Francisco Suárez und die thomistische Lehre von der analogia veri, in: M. Pickavé (Hg.), Die Logik des Transzendentalen, Festschrift für Jan A. Aertsen zum 65. Geburtstag (= Miscellanea Mediaevalia, Bd. 30), Berlin-New York 2003, 246–265.
- Eines oder Vieles. Zu einem Grundproblem der scholastischen Theorien über das Eine, in: Zeitschrift für philosophische Forschung 57 (2003), 27–52.
- Suárez’ Begriff der transzendentalen Einheit, in: Archiv für Begriffsgeschichte 43 (2001), 37–57.
- Die Grundlegung einer allgemeinen Theorie der transzendentalen Eigenschaften des Seienden, in: Zeitschrift für philosophische Forschung 54 (2000), 341–364.
- Suárez’ Analyse der Transzendentalien 'Ding' und 'Etwas' im Kontext der scholastischen Metaphysiktradition, in: Theologie und Philosophie 75 (2000), 339–358.
- Ens intime transcendit omnia: Suárez’ Modell der transzendentalen Analyse und die mittelalterlichen Transzendentalienlehren, in: Freiburger Zeitschrift für Philosophie und Theologie 47 (2000), 150–172.
- Ens in quantum ens: Die Erklärung des Subjekts der Metaphysik bei F. Suárez, in: Recherches de Théologie et Philosophie médiévales 66 (1999), 335–361.
- Grundthese und ontologische Bedeutung der Lehre von der Analogie des Seienden nach F. Suarez, in: Philosophisches Jahrbuch 106 (1999), 312–333.
- 'Wie einer beschaffen ist, so erscheint ihm das Ziel'. Die Rolle des moralischen Habitus bei der Beurteilung des Handlungsziels nach Thomas von Aquin, in: Theologie und Philosophie 72 (1997), 53–76.